# Miss Tierra 2004
Miss Tierra 2004 fue la 4.ª edición del certamen belleza Miss Tierra, que tuvo lugar en la Universidad de Filipinas en Ciudad Quezón, Filipinas, el 24 de octubre de 2004. La brasileña Priscilla Meirelles de 21 años, estudiante de medicina ganó el certamen, y fue coronada por su antecesora Dania Prince de Honduras. 
Con el título de Priscilla Meirelles, Brasil se convirtió en el primer país del mundo en ganar los 4 certámenes principales, como Miss Universo, Miss Mundo, Miss International y Miss Tierra. 
Murielle Celimene de Martinica, fue coronada Miss Aire, equivalente al premio de 1.ª finalista. Los últimos 2 títulos, Miss Agua y Miss Fuego (2.ª y 3.ª finalista, respectivamente), fueron ganadas por Kahaia Lesage de Tahití y Yanina González de Paraguay.

## Resultados
| Resultados finales        | Finalistas |
| ------------------------- | --- |
| Miss Tierra 2004          | - Brasil - Priscilla Meirelles |
| Miss Tierra - Aire 2004   | - Martinica - Murielle Celimene |
| Miss Tierra - Agua 2004   | - Tahití - Kahaya Lusazh |
| Miss Tierra - Fuego 2004  | - Paraguay - Yanina González |
| Semifinalistas (Top 8)    | - Australia - Shenevelle Dickson - Honduras - Gabriela Zavala - Filipinas - Tamera Marie Lagac Szijarto - Tailandia - Radchadawan Khampeng                                                                                     |
| Cuartofinalistas (Top 16) | - Egipto - Arwa Gouda - India - Jyoti Brahmin - Israel - Keren Somech - Nicaragua - Marifely Argüello - Noruega - Brigitte Korsvik - Perú - Liesel Holler - Polonia - Karolina Gorazda - Trinidad y Tobago - Leah Mari Guevara |

### Premios especiales
| Premio                    | Candidata                           |
| ------------------------- | ----------------------------------- |
| Miss Fotogenia            | Brasil - Priscilla Meirelles        |
| Mejor Traje Nacional      | Honduras - Gabriela Zavala          |
| Miss Simpatía             | Estados Unidos - Stephanie Brownell |
| Miss Talento              | Canadá - Tanya Beatriz Munizaga     |
| Mejor en Traje de Baño    | Paraguay - Yanina González          |
| Mejor en Vestido de Noche | Tahití - Stéphanie Lesage           |

### Respuesta ganadora
- Pregunta final en Miss Tierra 2004: «En una noche tranquila, se podía oír los sonidos de la naturaleza hablando con usted, ¿qué crees que es su mensaje y lo que te gustaría decirle a ti?»
- Respuesta de la ganadora de Miss Tierra 2004: «Lo que puedo oír es que la naturaleza está diciendo la falta de amor, porque la gente no se respeta entre sí, que no respetan la naturaleza, que no respetan la vida. Es por eso que ante la naturaleza... reaccionemos a todo lo que la gente hace con ella que sufre con nosotros, la humanidad es, y el amor es lo que resolvería nuestro problema». Priscilla Meirelles (Brasil).

## Panel de jueces
El panel de jueces del concurso de belleza lo conformaron 11 personas.
- Vida Samadzai (Ganadora de «Belleza por una causa», en Miss Tierra 2003.
- Noel Lorenzana (Unilever Filipinas).
- Stefan Voogel (Intercontinental Manila).
- Kit Ti Lian (Avon Color).
- Lorraine Timbol (Medias Artes de Sistemas y Servicios Co.).
- Regina Paz Lopez (Fundación ABS-CBN).
- Chin-Chin Gutierrez (Actriz y firme defensora de las preocupaciones ambientales).
- Leo Valdez (Cantante y actor internacional).
- Deborah Landey (Programa de las Naciones Unidas para el Desarrollo).
- Freddie Garcia (ABS-CBN).
- Cesar Purisima (Secretario del Departamento de Comercio e Industria).

## Candidatas
Lista de los países y sus representantes que participaron en esta edición.
| - Albania - Vilma Masha - Argentina - Daniela Puig - Australia - Shenevelle Dickson - Bélgica - Ruchika Sharma - Bolivia - Muriel Cruz - Bosnia y Herzegovina - Ana Suton - Brasil - Priscilla Meirelles de Almeida - Bulgaria - Kristiana Dimitrova - Canadá - Tanya Beatriz Munizaga - Chad - Myriam Commelin - Chile - Erika Niklitschek Schmidt - China - Xu Nicole Liu - Colombia - María Fernanda Navia - Corea - Cho Hye-Jin - Costa Rica - Karlota Calderón Brenes - Dinamarca - Thea Frojkear - Ecuador - María Luisa Barrios Landívar - Egipto - Arwa Gouda - El Salvador - Silvia Gabriela Mejía Córdova - Estados Unidos - Stephanie Brownell - Estonia - Jana Gruft - Etiopía - Ferehiyewot Abebe Merkuriya - Filipinas - Tamera Marie Lagac Szijarto - Finlandia - Iida Laatu - Francia - Audrey Nogues - Ghana - Maame Afua Akyeampong - Reino Unido - Hannah McCuaig - Guatemala - Mirza Odette García - Honduras - Gabriela Zavala Irías - India - Jyoti Brahmin - Israel - Keren Somech | - Kenia - Susan Kaittany - Líbano - Lana Khattab - Macedonia - Natalija Grubovik - Malasia - Eloise Law - Martinica - Murielle Celimene - México - Valentina Cervera Ávila - Nepal - Anita Gurung - Nicaragua - Marifely Argüello César - Nigeria - Ufuoma Stacey Ejenobor - Noruega - Brigitte Korsvik - Nueva Zelanda - Rachael Tucker - Países Bajos - Saadia Himi - Paraguay - Yanina Alicia González Jorgge - Perú - Liosel Holler Sotomayor - Polonia - Karolina Gorazda - Portugal - Frederica Santos - Puerto Rico - Shanira Blanco - República Dominicana - Nileny Dippton Estévez - Serbia y Montenegro - Katarina Hadzipavlovic - Singapur - Nicole Sze Chin Nee - Sudáfrica - Sally Leung - Suecia - Sara Jilena Lundemo - Suiza - Simone Röthlisberger - Tahití - Stéphanie Lesage - Tailandia - Radchadawan Khampeng - Taiwán - Angel Wu - Tanzania - Sophia Byanaku - Trinidad y Tobago - Leah Mari Guevara - Ucrania - Tatiana Rodina - Uruguay - Katherine Gonzalves Pedrozo - Vietnam - Bùi Thúy Hạnh |

## Acerca de las candidatas
- Miss Tierra 2004, Priscilla Meirelles también ganó el título de «Miss Tierra CyberPress 2004», otorgado por el sitio web Globalbeauties.com tras encabezar una encuesta participó en por los webmasters de 19 portales web relacionados con el desfile; antes de ganar el título de Miss Tierra, fue coronada Miss Globe 2003.
- Las siguientes candidatas han participado en el concurso de Miss Universo 2004 antes de llegar al concurso de Miss Tierra: Marifely Argüello (Nicaragua), Liesel Holler (Perú), Silvia Gabriela Mejía Córdova (El Salvador), Ferehiyewot Abebe (Etiopía), y Yanina González (Paraguay), que quedó como 3.ª finalista.
- Muriel Cruz de Bolivia fue semifinalista en Miss Internacional 2003.
- Katherine Gonzalves Pedrozo de (Uruguay) participó en Miss Mundo 1999, Karolina Gorazda (Polonia) participó en Miss Mundo 2003, pero sin figuración. Más tarde representó a su país en Miss Europa 2005, donde fue una de las semifinalistas.
- Algunas participantes de Miss Tierra 2004 ganaron títulos internacionales de menor importancia, Arwa Gouda de (Egipto) ganó el título de la «Mejor modelo del mundo», Liesel Holler de (Perú) ganó «Miss Caraibes Hibiscus», Marifely Argüello de (Nicaragua) ganó «Miss Expo Mundo», y María Luisa Barrios de (Ecuador) ganó el «Concurso de Reina Bolivariana».
- Hannah Mccaugh de (Gran Bretaña) ganó el título de «Miss Internacional Mundial» antes de competir en Miss Tierra 2004, Valentina Cervera Ávila de (México) ganó «Reina Mundial del Mar (Reina de los Mares Internacionales)» y compitió en Miss Intercontinental, ambos en 2003.